# Armando Vieira
Pour les articles homonymes, voir Vieira.
Armando Vieira, né le 11 avril 1925 à São Paulo et mort le 14 janvier 2010, est un joueur de tennis brésilien des années 1950.
En 1951, pour sa première tournée en Europe, il a atteint les quarts de finale à Wimbledon. En double, il est quart de finaliste en 1953 et 1954 avec Hugh Stewart.
Parmi ses principales victoires, notons un titre de champion des Pays-Bas en 1951, à Nice en 1953 et au Liban en 1954.
En 1956, il s'installe en Floride et y devient professeur de tennis deux ans plus tard. Il a participé au World Professional Championships à deux reprises.

## Palmarès (partiel)

### Finale en simple messieurs
| No | Date       | Nom et lieu du tournoi                | Catégorie | Surface      | Vainqueur       | Score         |  |
| -- | ---------- | ------------------------------------- | --------- | ------------ | --------------- | ------------- |  |
| 1  | 29-06-1953 | Bavarian Tennis Championships, Munich |           | Terre (ext.) | Jaroslav Drobný | 6-3, 6-1, 6-3 |  |

## Parcours dans les tournois duGrand Chelem

### En simple
| Année | Open d'Australie | Open d'Australie | Internationaux de France | Internationaux de France | Wimbledon       | Wimbledon      | US Open        | US Open    |
| ----- | ---------------- | ---------------- | ------------------------ | ------------------------ | --------------- | -------------- | -------------- | ---------- |
| 1947  | —                | —                | —                        | —                        | —               | —              | 2e tour (1/32) | H. Behrens |
| 1951  | —                | —                | 2e tour (1/32)           | Straight Clark           | 1/4 de finale   | Eric Sturgess  | —              | —          |
| 1952  | —                | —                | 1er tour (1/64)          | Milan Branovic           | 1/8 de finale   | Ken McGregor   | —              | —          |
| 1953  | —                | —                | 3e tour (1/16)           | Rex Hartwig              | 1er tour (1/64) | G. Worthington | —              | —          |
| 1954  | —                | —                | 3e tour (1/16)           | Rex Hartwig              | 2e tour (1/32)  | Bobby Wilson   | —              | —          |
| 1955  | —                | —                | —                        | —                        | —               | —              | —              | —          |
| 1956  | —                | —                | —                        | —                        | —               | —              | 2e tour (1/32) | Luis Ayala |
| 1957  | —                | —                | —                        | —                        | —               | —              | 3e tour (1/16) | Vic Seixas |

N.B. : à droite du résultat se trouve le nom de l'ultime adversaire.